# Max Reinhard (Mineraloge)
Max Reinhard auch Max Reinhard-Knoerr (* 27. Juli 1882 in Bern; † 17. August 1974 in Binningen), heimatberechtigt in Röthenbach im Emmental, war ein Schweizer Mineraloge, Petrograph sowie Hochschullehrer.

## Leben
Der gebürtige Berner Max Reinhard, Sohn des Primarlehrers Philippe Reinhard sowie dessen Ehegattin Marie geborene Ammon, wandte sich nach Erhalt der eidgenössischen Maturität dem Studium der Erdwissenschaften an der Universität Genf zu, 1906 erwarb er an der Eidgenössischen Technischen Hochschule Zürich den akademischen Grad eines Dr. phil.
Max Reinhard übernahm im Jahre 1904 eine Assistenzstelle bei Ludovic Mrazek am Mineralogisch-Petrographischen Institut der Universität Bukarest, dort habilitierte er sich 1910 als Privatdozent für die Fächer Mineralogie und Petrographie. Ab 1911 war er im Auftrag eines Ölkonzerns als Petrolgeologe in Sumatra, Java, Borneo, Kolumbien sowie Venezuela eingesetzt. Nach seiner Rückkehr in die Schweiz im Jahre 1916 erhielt Reinhard eine Stelle als wissenschaftlicher Mitarbeiter am Laboratoire minéralogie der Universität Genf, dort erfolgte 1920 seine Beförderung zum ausserordentlichen Professor.
Im Jahre 1923 wurde Max Reinhard in der Nachfolge des verstorbenen Carl Schmidt zum ordentlichen Professor für Mineralogie und Petrographie an der Universität Basel berufen. Reinhard, der zweimal das Dekanat, 1943 das Rektorat bekleidete, wurde 1952 emeritiert. Zusätzlich hielt er 1930 eine Gastdozentur an der Universität Durham inne. Max Reinhard, auf dessen Initiative anno 1924 die Schweizerische Mineralogische und Petrographische Gesellschaft ins Leben gerufen worden war, führte mittels optischer Methoden grundlegende Untersuchungen zur Bestimmung des Chemismus der Feldspäte durch. 1934 erhielt Max Reinhard in Anerkennung seiner wissenschaftlichen Verdienste die Ehrendoktorwürde der Universität Genf verliehen.
Max Reinhard war mit Nora geborene Knoerr verheiratet. Dieser Ehe entstammte der Sohn Toni. Max Reinhard verstarb im Sommer 1974 knapp nach Vollendung seines 92. Lebensjahres in Binningen.

## Publikationen
- Die kristallinen Schiefer des Fagaraser Gebirges in den rumänischen Karpaten, Habilitationsschrift, C. Göbl, Bukarest, 1910
- Geologische Beobachtungen über die kristallinen Schiefer der Ost-Karpathen, 1927
- Über die Dicke der Gesteinsdünnschliffe und der darin vorkommenden Mineralkomponenten, 1927
- Universal Drehtischmethoden; Einführung in die kristalloptischen Grundbegriffe und die Plagioklasbestimmung, Verlag von B. Wepf & Cie., Basel, 1931
- Über die Entstehung des Granits : Rektoratsrede gehalten am 20. Nov. 1943, Helbing & Lichtenhahn, Basel, 1943
- Die geologischen Verhältnisse des 2. Massagnotunnels bei Lugano, Basel, 1956
- Über das Grundgebirge des Sottoceneri im Süd-Tessin und die darin auftretenden Ganggesteine, Kümmerly & Frey, Bern, 1964